# Prestation compensatoire en droit français
 (octobre 2024).
Si vous disposez d'ouvrages ou d'articles de référence ou si vous connaissez des sites web de qualité traitant du thème abordé ici, merci de compléter l'article en donnant les références utiles à sa vérifiabilité et en les liant à la section « Notes et références ».
En droit français, la prestation compensatoire est une somme d’argent versée par un époux à son ancien conjoint afin de compenser la chute de son niveau de vie qui s'est créée à la suite de leur divorce. Elle est fixée selon les besoins de l'époux à qui elle est versée et les ressources de l'autre.
Il est important de noter que cette somme n'est pas préemptée sur l'actif de la communauté. Elle doit être payée par le débiteur sur ses biens personnels, liquides ou immobiliers, qu'ils s'agisse de biens acquis avant le mariage, de biens reçus en héritage, ou de la part qui lui revient après la liquidation du régime matrimonial. Un régime matrimonial en séparation de biens ne fait pas obstacle à une prestation compensatoire. Celle-ci est régie par les articles 270 à 281 du code civil.

## Aspects juridiques
Elle a été introduite dans la législation française en 1975, et a été révisée en 2000 et 2004. La loi de 2004 sur le divorce en a modifié les modalités. Rappelons que le texte élaboré en 1975 (articles 270 à 273) prévoyait un versement en capital ou, à défaut, par la cession d'un bien (article 274). Cette mesure est très vite devenue caduque et la prestation compensatoire est devenue une rente viagère (article 276). 
Avant 2004, la prestation compensatoire était presque toujours attribuée sous forme de rente à vie et était transmissible aux héritiers, généralement les propres enfants du défunt et le cas échéant sa nouvelle épouse. 
Alors qu'après la Révolution Française, la première loi autorisant le divorce, votée par l’Assemblée Législative le 20 septembre 1792, disposait à l’article IX l’extinction des pensions d’indemnités ou alimentaires si l’époux divorcé qui en jouissait contractait un nouveau mariage, la prestation compensatoire payée sous forme de rente viagère perdurait même dans le cas du remariage de l'ex-époux bénéficiaire.
Ceci pouvait conduire à des situations manifestement injustes dans lesquelles un conjoint débiteur restait tenu de verser une rente à vie à un ex-conjoint alors même que sa propre situation économique s’était dégradée (chômage, invalidité, etc.) et celle de l’ex-conjoint améliorée (promotion professionnelle, remariage, perception d’un héritage, etc.). De plus le principe d’une transmissibilité de la rente aux héritiers suscitait de fortes critiques.
La loi de 2004 consacre le principe d’un versement en capital. Lorsque les versements sont échelonnés, leur durée n’excède pas huit ans, revenant à un versement en capital, ou rente viagère à titre exceptionnel. : La rente devient l’exception : « À titre exceptionnel, le juge peut, par décision spécialement motivée, lorsque l'âge ou l'état de santé du créancier ne lui permet pas de subvenir à ses besoins, fixer la prestation compensatoire sous forme de rente viagère » (article 276 du Code civil).
La loi de 2004 dissocie son attribution de l’attribution des torts : un conjoint reconnu fautif pourra percevoir une prestation compensatoire. Avant 2004, le conjoint fautif était privé de prestation compensatoire (cas de l'adultère par exemple, article 212 du Code civil : « Les époux se doivent mutuellement respect, fidélité, secours et assistance »).
Cependant l'article 210 du Code civil précise que le juge pourra refuser d’accorder une telle prestation si l’équité le commande au regard des circonstances particulières de la rupture, par exemple cas d’un conjoint violent, cas d’un comportement manifestement injurieux à l’égard de l’autre conjoint ou manquement grave aux obligations du mariage.
En France, dans les années 2000, la prestation compensatoire est prononcée dans 15 % des divorces, et massivement (98 %) en faveur de l'épouse.
Juridiquement, elle ne doit pas être confondue avec la pension alimentaire, qui n'a pas le même rôle. Cependant, si elle est versée sous forme de rente, elle sera déductible des revenus de celui qui la verse, suivant le même régime qu'une pension alimentaire. Dans le cas d'une prestation compensatoire sous forme de capital mais dont les versements sont mensualisés, la déduction sur les revenus ne s'opère que s'il y a plus de 12 versements.
Le Code civil définit les conditions de modalités permettant la fixation de la prestation compensatoire dans les articles 270 et 271 :
« Le divorce met fin au devoir de secours entre époux.

L'un des époux peut être tenu de verser à l'autre une prestation destinée à compenser, autant qu'il est possible, la disparité que la rupture du mariage crée dans les conditions de vie respectives. Cette prestation a un caractère forfaitaire. Elle prend la forme d'un capital dont le montant est fixé par le juge.

Toutefois, le juge peut refuser d'accorder une telle prestation si l'équité le commande, soit en considération des critères prévus à l'article 271, soit lorsque le divorce est prononcé aux torts exclusifs de l'époux qui demande le bénéfice de cette prestation, au regard des circonstances particulières de la rupture. »
— Article 270 du Code civil
« La prestation compensatoire est fixée selon les besoins de l'époux à qui elle est versée et les ressources de l'autre en tenant compte de la situation au moment du divorce et de l'évolution de celle-ci dans un avenir prévisible.

À cet effet, le juge prend en considération notamment :
- la durée du mariage ;
- l'âge et l'état de santé des époux ;
- leur qualification et leur situation professionnelles ;
- les conséquences des choix professionnels faits par l'un des époux pendant la vie commune pour l'éducation des enfants et du temps qu'il faudra encore y consacrer ou pour favoriser la carrière de son conjoint au détriment de la sienne ;
- le patrimoine estimé ou prévisible des époux, tant en capital qu'en revenu, après la liquidation du régime matrimonial ;
- leurs droits existants et prévisibles ;
- leur situation respective en matière de pensions de retraite en ayant estimé, autant qu'il est possible, la diminution des droits à retraite qui aura pu être causée, pour l'époux créancier de la prestation compensatoire, par les circonstances visées au sixième alinéa. »

— Article 271 du Code civil

## Cas d'application
Le but de la prestation compensatoire est d'éviter un changement trop important, sur un avenir prévisible, dans les conditions de vie des époux. Elle est donc fonction de ce que seraient la fortune et les revenus propres des époux après séparation, mais également de ce qui a été sacrifié pour la bonne marche du mariage. Les cas de changement important peuvent être variés :
- Cas des époux ayant fait le choix d'une répartition des tâches laissant à l’épouse le soin de s'occuper des enfants à la maison pendant que l’époux assumait le rôle de pourvoyeur de revenus. Dans ce cas, la prestation compensatoire tient compte « des conséquences des choix professionnels faits par l'un des époux pendant la vie commune pour l'éducation des enfants et du temps qu'il faudra encore y consacrer ou pour favoriser la carrière de son conjoint au détriment de la sienne (article 271[7] du Code civil). »
- Cas de l'épouse qui, sans être restée au foyer, a mis sa carrière « entre parenthèses » de sorte que ses futurs droits à la retraite en seront affectés. La loi fait obligation au juge d'en tenir compte pour la fixation de la prestation compensatoire. Cependant des avantages spécifiques sont déjà accordés par les régimes de retraite : majoration de durée d'assurance de deux années par enfant, majoration pour l'éducation d'un enfant handicapé, majoration de trimestres pour congé parental, Assurance vieillesse des parents au foyer[8], desquels il est tenu compte.
- Cas où les qualifications professionnelles et branches d'activité des deux époux sont différentes: de nos jours, avec le développement massif du travail féminin, les différences proviennent le plus souvent de différences de qualifications professionnelles qui préexistaient au mariage. En l’absence de fortune personnelle, le conjoint dont les qualifications professionnelles sont inférieures à celle de l'autre risque de voir son niveau de vie baisser après le divorce, même s’il n’a fait aucun sacrifice pendant la durée du mariage.

Le droit à prestation compensatoire est ouvert s’il est établi qu’il existera une disparité dans les conditions de vie respectives des époux et si elle est due à la rupture du mariage. Son octroi n’est pas conditionné à un arrêt ou à une réduction d’activité professionnelle du conjoint bénéficiaire.
La disparité dans les conditions de vies respectives après le divorce s’apprécie essentiellement en fonction des différences de revenus entre les deux époux.
Parmi les éléments entrant dans le calcul des revenus figurent :
- Les salaires de chaque époux. Des revenus inégaux avant le mariage ne justifient pas le refus d'une prestation compensatoire même lorsque cette différence résulte de leur appartenance à des catégories socio-professionnelles différentes et qu’elle préexistait au mariage. Le juge ne peut pas rejeter une demande de prestation compensatoire en énonçant que, s'il existe entre les époux une différence sensible de revenus, il ressort néanmoins que celle-ci préexistait au mariage et qu'en aucune façon, elle ne résulte des choix opérés en commun par les conjoints[9],[10].
- La pension militaire d’invalidité, les sommes versées au titre de la réparation des accidents du travail et les sommes versées au titre du droit à compensation d'un handicap[11].
- Les revenus des biens propres de chaque époux. Lorsqu’un bien propre n’est pas directement générateur de revenu, le juge en tient aussi compte dans l’appréciation de la disparité.

Mais:
- La vocation successorale n’est pas prise en compte. En effet, la loi édicte un principe important selon lequel la prestation compensatoire est déterminée en tenant compte de la situation au moment du divorce et de l’évolution de celle-ci dans un avenir prévisible. Or, selon la Cour de cassation, une vocation successorale ne représente pas un avenir prévisible[12]. Cependant il est tenu compte des biens détenus en nue-propriété. C’est le cas typique d’un héritage perçu d'un parent décédé dont le conjoint a opté pour la totalité de la succession en usufruit.
- De même, les perspectives de versement d'une pension de réversion en cas de prédécès du mari ne peuvent pas être prises en compte dans la détermination d'une prestation compensatoire car ne représentant pas un avenir prévisible[13].

La loi privilégie les accords entre époux : dans le cas d’un divorce par consentement mutuel, les époux s’entendent sur le montant de la prestation compensatoire. De manière générale le juge n’intervient qu’en cas de désaccord entre les époux.
En dehors de décisions communes qui portent préjudice à la vie professionnelle de l’un des conjoints, il existe des situations, cette fois faisant l’objet de critiques car elles font l’impasse sur l’amélioration des conditions de vie pour l’un des conjoints pendant le mariage, puis après le mariage par la répartition à 50-50 du patrimoine issu d’un régime de communauté réduite aux acquêts, ou bien parce qu’elles obligent l’époux débiteur à faire ce qui devrait être de l’ordre des organismes sociaux :
- Dans le cas du « prince et de la bergère », une prestation compensatoire permettra à l'épouse de ne pas être réduite à la rue par un divorce. Mais ce cas extrême est peu fréquent devant les tribunaux.
- Cas où la disparité est uniquement due à des différences de catégories professionnelles préexistant au mariage : la prestation compensatoire s’appuie sur la simple différence de revenus, même en l'absence d'enfant et même en l’absence de sacrifice de carrière, éloignant ainsi la prestation compensatoire de sa justification initiale. De fait, le conjoint professionnellement le plus qualifié subira une double peine :
  - Si le régime de mariage était celui de la communauté réduite aux acquêts (le régime légal) il aura participé au-delà de 50 % à la constitution d’un patrimoine qui sera pourtant réparti à 50-50.
  - À cette perte patrimoniale par rapport au choix de l’union libre, du PACS ou d’un régime de séparation de biens s’ajoutera le versement d’une prestation compensatoire.

De plus, le législateur ayant « déconnecté » la faute de l’attribution de la prestation, cette « compensation » reste difficile à comprendre pour l’époux qui non seulement est quitté mais en outre va devoir, sans tenir compte des fautes commises par son conjoint, lui verser une prestation compensatoire.
Dans l’absolu, le conjoint innocent peut réclamer la condamnation du coupable à lui payer des dommages et intérêts. Mais le coupable peut demander la condamnation de l’innocent à lui verser une prestation compensatoire. L’alliance des deux demandes peut aboutir à un résultat surprenant : alors que les dommages et intérêts ne dépassent pas quelques milliers d’euros, la prestation compensatoire se chiffre en dizaines et même en centaines de milliers d’euros. De telle sorte qu’on peut gagner un divorce et être financièrement perdant ce qui laisse un fort goût d’injustice à l’heure où le harcèlement moral est sanctionné.

## Aspects pratiques

### Sur le calcul de la prestation compensatoire
Une fois la disparité constatée, comment calculer le montant de la prestation compensatoire ?
Les calculs de prestation compensatoire aboutissent généralement à l’établissement d’une fourchette et le résultat final est obtenu après négociation entre les parties. En cas de désaccord entre les époux, il revient au juge de décider in fine de son montant.
La raison profonde de la prestation compensatoire étant de compenser la disparité liée aux choix de vie faits en commun par les époux, ce qui doit être compensé par le jeu de la prestation compensatoire, c’est le fait pour un époux d’avoir sacrifié ou, tout au moins, ralenti sa carrière, d’avoir suivi son conjoint au gré de ses mutations professionnelles, d’avoir renoncé à ses propres ambitions professionnelles pour rester au foyer auprès de ses enfants.
Si la disparité n’est pas liée aux choix de vie faits en commun, la prestation sera minorée. C’est le cas de la disparité qui ne résulte que qualifications professionnelles différentes qui préexistaient au mariage.
De plus la prestation compensatoire n’a pas pour objet :
- d’assurer une parité des fortunes,
- ni de gommer le régime matrimonial librement choisi (Cass. civ. 8 juillet 2015 cass. partielle 14-20480)
- ni donc d'égaliser les niveaux de vie jusqu'au décès, car cela reviendrait à nier l'existence du divorce.

### Les principes généraux du calcul
La prestation compensatoire n'est pas barémisée. Quelques méthodes ont été développées mais aucune d'elles n'a été validée par les pouvoirs publics ni ne s'impose au juge, le principe étant que chaque cas doit faire l'objet d'un examen particulier. C'est pourquoi toutes les méthodes que le lecteur pourrait découvrir en parcourant internet et qui sont exposées sur les nombreux sites d'avocats doivent être considérées avec du recul. De plus, ces méthodes ont la particularité de présenter d'énormes différences de résultats les unes par rapport aux autres, ce qui doit inciter à la plus grande prudence celui qui envisagerait d'appliquer l'une ou l'autre de ces méthodes à son cas. 
1. La disparité actuelle en revenus :
  - Les éléments de revenus précités sont pris en compte pour le calcul de la disparité. Sont exclues du calcul les allocations familiales car elles sont destinées aux enfants. Il est également tenu compte des charges incompressibles de chaque époux.
  - La disparité entre les époux ainsi estimée, permet de définir une différence entre les revenus mensuels des époux qui sera modulée et multipliée en fonction des autres critères de disparité prévus par l'article 271 du code civil.
2. L’évolution de la disparité dans un avenir prévisible :
  - L’article 271 du code civil vise un avenir prévisible. Il est d’usage de fixer la limite de « l’avenir prévisible » à huit ans, comme le délai maximum de règlement de la prestation compensatoire.
  - Si dans un délai de huit ans à compter du divorce, la situation professionnelle d'un ou des deux conjoints est amenée à changer, il en est tenu compte dans le calcul de la disparité et de sa compensation.
3. La disparité en capital :
  - Lorsque l'un des époux ou les deux disposent de revenus mobiliers ou fonciers qui leur sont propres, ils sont pris en compte au titre des revenus actuels ou prévisibles.
  - Lorsqu’un patrimoine propre est non productif de revenus, par exemple dans le cas où l’un des conjoints a volontairement rendu son bien improductif, le juge tient quand-même compte du capital correspondant.
4. La durée du mariage :
  - L’article 271 du code civil impose de tenir compte de la durée du mariage. Un mariage de courte durée permettra rarement d'obtenir une prestation compensatoire.
  - La période de vie commune antérieure au mariage ne doit pas être prise en compte.
5. L’âge du conjoint créancier :
  - Pour tenir compte d’éventuelles difficultés de réinsertion sur le marché du travail en cas d’arrêt d’activité, le montant de la prestation compensatoire est multiplié par un coefficient qui augmente avec l’âge du créancier. À partir d’un certain âge ce coefficient diminue à nouveau, car le capital compensatoire a vocation à diminuer avec l'espérance de vie.
  - Il faut cependant noter que l’application de ce coefficient n’est pas conditionnée à un arrêt ou à une réduction d’activité professionnelle. Une fois la disparité constatée et un capital calculé en dehors de toute considération sur l’âge du conjoint demandeur, le coefficient multiplicatif s’y applique même si le conjoint demandeur est toujours resté en emploi pendant le mariage et que la question de sa réinsertion sur le marché du travail ne se pose pas (cas du conjoint demandeur occupant un emploi de fonctionnaire, salarié d’un grand groupe, etc.).
6. Les droits à la retraite diminués par le temps passé à élever des enfants :
  - Il convient tout d'abord de noter que les droits à la retraite acquis dans un régime obligatoire sont des biens propres et non des biens communs, même dans le cas du régime matrimonial dit de la communauté réduite aux acquêts : article 1404 du code civil : « pensions incessibles et droits personnels » ; article 1405 : « sommes versées par l'employeur sur le compte personnel du salarié » ; article 1406 : « créance qui a vocation à se substituer à un bien propre, la force de travail qui est fondamentalement un bien propre […] car attachée au corps de la personne ».
  - La Cour de Cassation en a plusieurs fois apporté la confirmation en se fondant sur les articles 1401 1403 et 1404 du code civil. Exemples: chambre civile 1 Audience publique du mercredi 3 mars 2010 N° de pourvoi: 08-15832  et chambre civile 1 Audience publique du mercredi 8 juillet 2009 N° de pourvoi: 08-16364 
  - C'est d'ailleurs ce que confirme le dernier alinéa de l'article 271 du Code civil, puisqu'il admet que les droits à la retraite soient différents dès lors que ces différences ne résultent pas d'un sacrifice pour l'éducation des enfants ou pour favoriser la carrière de l'autre.

Parmi les critères légaux de la disparité, l’article 271 du Code civil demande au juge de tenir compte des perspectives de retraite des époux au moment de leur séparation en précisant qu'il doit estimer, « autant qu'il est possible, la diminution des droits à retraite qui aura pu être causée, pour l'époux créancier de la prestation compensatoire » par « les conséquences des choix professionnels faits par l'un des époux pendant la vie commune pour l'éducation des enfants ou pour favoriser la carrière de son conjoint au détriment de la sienne ».
L’article L161-17 du Code de la Sécurité sociale a institué pour toute personne le droit d’obtenir sur demande « un relevé de sa situation individuelle au regard de l'ensemble des droits qu'elle s'est constitués dans les régimes de retraite légalement obligatoires ». Le juge pourra estimer la diminution des droits par comparaison avec le calcul des pensions qui auraient été obtenues pour une carrière complète.
Notons que si le couple avait des revenus inférieurs à 2 800 euros mensuels (en 2012) et a élevé un enfant ou plus ou un enfant handicapé, la Caisse d'allocations familiales prenait en charge les cotisations retraite du parent resté au foyer sous forme d’Assurance vieillesse des parents au foyer. Dans ce cas, l'absence d'activités a déjà été compensée.
Si le conjoint demandeur n’a jamais réduit ni arrêté son activité professionnelle pendant le mariage, ses droits propres ne sont pas diminués. Il n’y a donc aucune justification à compensation.
Quelques méthodes :
- Méthode d’Axel Depondt.
- Méthode de Dominique Martin-Saint-Léon.
- Méthode de Stéphane David.
- Méthodes basées sur le montant de la pension alimentaire allouée à l’épouse pendant la procédure de divorce au titre du devoir de secours.
- Plus récemment un outil open source de calcul de prestation compensatoire prenant en compte l'ensemble des critères de l'article 271 du code civil, PilotePC[15], a été élaboré par un groupe paritaire de magistrats et d’avocats spécialisés dans le droit du divorce et de la famille (Jean-Claude Bardout, Sylvie Truche, magistrats ; Nathalie Dupont, Isabelle Lorthios, avocats). Cet outil simple d’utilisation comprend une feuille de calcul, une notice de présentation et un document expliquant les méthodes retenues aux différentes étapes du calcul.

## Discussions
(avril 2020).
- Si vous ne connaissez pas le sujet, laissez ce bandeau (vous pouvez alors contacter les auteurs).
- Si vous supprimez le contenu mis en cause (vous pouvez préalablement contacter les auteurs),

argumentez précisément cette suppression dans la page de discussion
(un manque de référence n'est pas un argument ; une recherche réelle de référence doit avoir été effectuée, être formellement documentée).
Alors que les femmes ont massivement intégré le marché du travail depuis des décennies, l’existence de la prestation compensatoire interroge. Et il reste que malgré la réforme du divorce de 2004 dont l'objectif était de mettre un terme à l'attribution quasi systématique de la rente viagère, la prestation compensatoire fait très souvent l’objet de contestations et d’âpres discussions au moment du divorce, car c’est une composante du mariage dont beaucoup ignoraient l’existence et encore plus les principes avant le mariage, la « croyance populaire » voulant que si l’épouse travaille et n’a concédé aucun sacrifice de carrière, il n’y aurait pas de prestation compensatoire à lui payer.
Mais cela reviendrait à en baser le principe sur la notion de responsabilité civile : la prestation compensatoire ne viserait alors pas à compenser les déséquilibres économiques naturels consécutifs à la rupture du mariage, mais seulement à répondre aux dommages matériels subis par l’un des conjoints et ayant pour origine les renoncements faits par celui-ci pendant le mariage.
Cette approche fondée sur la responsabilité civile fut explicitement consacrée par le législateur portugais dans sa loi no 61 du 31 octobre 2008. Ce ne fut pas le cas en France. Si bien que toutes les méthodes de calcul énoncées plus haut se basent d’abord sur une analyse sèche de la situation patrimoniale des époux pour constater une disparité qui, si elle existe, donnera lieu à un quantum n’ayant vocation qu’à être augmenté en fonction des sacrifices consentis. Mais il est frappant d'observer qu’aucune méthode ne prend en compte ex ante l’absence de sacrifice de carrière pour en diminuer le quantum initial.
Or c’était dans l’objectif de faire apparaître la notion de sacrifice comme essentielle à la détermination de la prestation compensatoire que le législateur avait remanié la rédaction de l’article 271 dans sa loi de 2004 réformant le divorce. En témoigne le rapport de Patrice Gélard de 2003. C’est dans les commentaires du législateur qu’il faut lire ses intentions. Mentionnons ci-après les termes contenus dans son rapport au chapitre consacré à l’article 271 :

« Ainsi, les juges doivent actuellement également considérer la durée du mariage, qui apparaît comme un critère tout à fait essentiel. En effet, il est difficile de traiter de la même manière un mariage ayant duré trente ans et dans lequel un des conjoints a renoncé à sa vie professionnelle afin de s'investir dans l'éducation des enfants et un mariage bref. »

« Ainsi, il est demandé au juge de ne plus simplement prendre en compte le temps déjà consacré ou qu'il leur faudra consacrer à l'éducation des enfants, mais plus largement les conséquences résultant des choix professionnels faits pendant la vie commune pour l'éducation des enfants et du temps qu'il faudra encore consacrer à celle-ci. »

« Cette formule renvoie à l'idée plus générale que la prestation n'a pas pour objet de compenser la perte d'un niveau de vie qui résulterait d'une analyse sèche et mathématique de la situation patrimoniale des époux, mais bien de la répartition des rôles de chacun pendant la vie commune, des choix opérés en commun et qui se révèlent préjudiciables pour l'un d'entre eux au moment du divorce ou postérieurement. »

C'était donc la nature indemnitaire de la prestation compensatoire que le législateur souhaitait privilégier. La prestation compensatoire ne devait pas être conçue comme l'écho de la solidarité financière entre les époux pendant le mariage puisque selon l'article 270 du code civil 1er alinéa: le divorce met fin au devoir de secours entre époux.
En pratique, le contraire se produisit. Alors que le législateur avait pour intention celle d’axer le raisonnement sur la notion de responsabilité civile — ne pas viser à compenser en priorité les déséquilibres naturels consécutifs à la rupture du mariage mais privilégier la réparation des dommages ayant pour origine les renoncements faits pendant le mariage —, le praticien prit le contrepied en fondant essentiellement son approche sur un principe d’enrichissement sans cause visant à compenser la disparité des niveaux de vie consécutive au divorce sans égard à l’origine fondamentale de ces disparités. 
Alors que selon l'avis du législateur la durée du mariage ne devait être prise en compte que comme un élément susceptible d’avoir engendré sacrifices et renoncement, le praticien en fit un élément indépendant des sacrifices et des renoncements en systématisant l’augmentation du quantum en fonction de la durée du mariage.
À la décharge du praticien nous relèverons une rédaction ambiguë de l’article 270 du Code civil car ne reprenant pas explicitement la notion de renoncement ou de sacrifice alors que telle semblait être l'intention du législateur :
« L'un des époux peut être tenu de verser à l'autre une prestation destinée à compenser, autant qu'il est possible, la disparité que la rupture du mariage crée dans les conditions de vie respectives. »
— Article 270 du Code civil

alors que
« La prestation compensatoire est fixée selon les besoins de l'époux à qui elle est versée et les ressources de l'autre »
— Article 271 du Code civil
insiste sur une logique de besoin.
Finalement, les objectifs de cette prestation compensatoire n’ont jamais été clairement tranchés et les magistrats eux-mêmes peinent à évaluer son montant. Preuve en est la variabilité selon les juridictions. Preuve en est le foisonnement des méthodes de calculs dont nous avons cité certaines.
- S’agit-il de répondre aux besoins de l’époux sans ressource, en rattachant au mariage des obligations spécifiques justifiant la perpétuation d’un devoir de solidarité au-delà de la rupture ? Dans ce modèle, la base de calcul de la prestation est le besoin alimentaire de l’époux créancier. Mais si l’épouse est en emploi, où se situe le besoin ?
- S’agit-il d’équilibrer les niveaux de vie après la séparation ? Ce serait nier l’existence du divorce en simulant la poursuite du mariage. Ce serait aussi considérer le mariage comme une promesse de vie commune et de partage de revenus « jusqu’à ce que la mort nous sépare ». La promesse n’ayant pas été tenue, une compensation destinée à effacer la disparité dans les conditions respectives de vie après le divorce devrait être payée par l’un des ex-conjoints à l’autre. Résultat paradoxal alors que le divorce est devenu un droit quasi inconditionnel.
- S’agit-il enfin de compenser la perte de capacité de gains pour l’époux qui s’est investi plus que l’autre dans les activités domestiques au détriment de sa propre trajectoire professionnelle ? Ce serait baser la prestation compensatoire sur le principe de la responsabilité civile.